# Põhimaantee 10
De Põhimaantee 10 is een hoofdweg in Estland. De weg loopt van Risti via Virtsu en Muhu naar Kuressaare en is 143,7 kilometer lang.
De Põhimaantee 10 begint bij Risti, waar de weg aftakt van de Põhimaantee 9 tussen Tallinn en Haapsalu. De weg loopt verder door de provincie Läänemaa naar de havenplaats Virtsu, waarvandaan de veerpont naar het eiland Muhu vaart. Daarna loopt de weg via een dam naar het eiland Saaremaa om te eindigen in Kuressaare, de hoofdstad van Saaremaa. 

## Geschiedenis
In de tijd van de Sovjet-Unie was de Põhimaantee 10 onderdeel van de Russische A207. Na de val van de Sovjet-Unie in 1991 en de daaropvolgende onafhankelijkheid van Estland werden de hoofdwegen omgenummerd om een logische nationale nummering te krijgen. De A207 werd de Tugimaantee 30. Dit nummer heeft de weg maar korte tijd gehouden. In 1998 werd besloten om de weg aan het hoofdwegennet toe te voegen. Sindsdien heet de weg Põhimaantee 10.
Tot het begin van de 21e eeuw behoorde het deel van de Põhimaantee 10 in de provincie Saaremaa tot de Tugimaantee 74. De situatie was vergelijkbaar met de huidige Põhimaantee 9 en Tugimaantee 80 in Hiiumaa. Inmiddels zijn beide wegen samengevoegd, waardoor de hoofdweg doorloopt tot Kuressaare.